# Louis Mark Thompson
Louis Mark Thompson (ur. 22 października 1888 w Toronto, zm. 11 czerwca 1972 w Altoona) – kanadyjski asów myśliwskich okresu I wojny światowej. Odniósł 9 zwycięstw powietrznych. Odznaczony Distinguished Flying Cross.
Służbę w armii rozpoczął w 18th Canadian Reserve Battalion. We wrześniu 1917 roku został przeniesiony do RFC. Po ukończeniu szkolenia 13 marca 1918, jako obserwator został przydzielony do No. 62 Squadron RAF.
Thompson pierwsze zwycięstwo powietrzne odniósł 26 marca 1918 roku nad niemieckim samolotem EA w okolicach Nurlu razem z pilotem Douglasem Alfredem Savage'em. Z Savage'em służyli w parze do 21 kwietnia gdy ich samolot został zestrzelony w okolicach Armentières. Razem odnieśli 5 zwycięstw powietrznych.
Od sierpnia 1918 roku służył z pilotem Ernestem Thomasem Morrowem. 10 sierpnia  zestrzelili dwa samoloty Pfalz D.III w okolicach Péronne. Kolejne podwójne zwycięstwo odnieśli 22 sierpnia w okolicach Pronville. Tego samego dnia Bristol F.2 Fighter pilotowany przez Morrowa został uszkodzony i stanął w płomieniach, a Morrow został ciężko ranny. Pomimo tego Morrow i Thompson wylądowali w okolicach Ficheux. Louis Thompson wyciągnął Morrowa z palącego się samolotu. Obaj zostali przedstawieni do odznaczenia Distinguished Flying Cross, jednak tylko Morrow je otrzymał.
Po zakończeniu wojny, w 1919 roku, Thompson powrócił do Kanady. W 1920 roku wyemigrował do Stanów Zjednoczonych, osiadł w Indianapolis.